# 图利奥·雷吉
图利奥·雷吉（義大利語：Tullio Regge，1931年7月11日—2014年10月23日），意大利理论物理学家，都灵理工大学教授。他的主要贡献包括在弦理论的前身—对偶共振模型中的工作（雷吉轨道）和广义相对论（雷吉微積分）。

## 榮譽
他於1964年獲得丹尼·海涅曼數學物理獎，1968年獲得科莫獎，1979年獲得阿爾伯特·愛因斯坦獎和1987年獲得塞西爾·鮑威爾獎章。
他於1996年獲得狄拉克獎章，1997年獲得馬塞爾·格羅斯曼獎，2001年獲得波梅蘭丘克獎。小行星3778以他的名字命名。

## 政治
1989年，雷格以義大利共產黨候選人的身份當選歐洲議會議員，任職至1994年為止。